# 内藤重清
内藤 重清（ないとう しげきよは、戦国時代の三河国の武将。

## 略歴
三河内藤氏の由来については、三河守護細川氏の被官で丹波守護代内藤氏と同族と考えられている。『寛永諸家系図伝』は重清の父（行俊）の代から三河在住だったとし、『寛政重修諸家譜』『内藤家譜』は応仁年間に三河に移住したとしている
重清は碧海郡姫郷の小川城を本拠とした。内藤氏は父の代から松平氏に仕えたともいうが、明応2年（1493年）中条氏被官を中心とする賀茂郡・碧海郡の国人たちが反松平氏の兵を挙げると重清はこれに加わっている。しかし中条方は安祥城主だった松平親忠に敗北した。親忠は翌年に松平親房を姫郷に隣接する桜井郷に配置しており、重清は同年には松平氏に服従したのだろう。大永3年（1523年）に死去。家督は子の義清が継ぎ、松平氏譜代の家臣として内藤氏は繁栄した。